# Miaunel și Bălănel
Miaunel și Bălănel este un serial de animație românesc, care 
are 60 de episoade de aproximativ 8 minute difuzate între 1974 și 1982. În Franța, serialul a fost difuzat pentru prima dată pe 27 octombrie 1980 pe TF1 în spectacolul Croque Vacances. A fost retransmis în 1980 și 1981 pe FR3 (FR3 Youth) și în 1986 pe FR3 (FR3 Youth). Miaunel și Bălănel au fost creați de Horia Ștefănescu, Zaharia Buzea și Artin Badea.
În 1974, pe ecran apărea scurtmetrajul "Baloane vrăjite", semnat de Zaharia Buzea. În această poveste se întâmpla ceva fără precedent. Considerat natural, conflictul dintre câine și pisică era abandonat în acest film. Era un mare curaj și un mare risc, mai ales că protagoniștii principali ai săi erau tocmai un cățeluș și o pisicuță. Dar ei - Miaunel și Bălănel - veniseră pe lume fără să știe că trebuie sa se certe, chiar fără motiv. Erau fermecători în ingenuitatea lor. Voiau ca nimeni să nu se certe cu nimeni, cel slab să nu fie nedreptățit, cel merituos să nu fie înșelat. Se mirau ca de ceva nemaiîntâlnit în fața lăcomiei și a minciunii; erau niște naivi, de fapt.
Micii spectatori au decis că generozitatea lui Miaunel și Bălănel, lirismul, cultul prieteniei, trebuie să triumfe. Așa s-a ajuns ca până prin 1982, din filmele cu Miaunel și Bălănel să fie realizate peste 60 de titluri. Aproape că nu există creator din studioul Animafilm - din acea vreme - care să nu se fi implicat, într-un fel sau altul (animație, intermediare, decoruri), la triumful acestui maraton filmic.
Devenite vedete, cele două personaje s-au "strecurat" și în alte seriale, devenind căutători de comori în "Răzbunarea buldogului", film în care era nevoie de cineva în stare să mai potolească rivalitatea, nu întotdeauna cavalerească, dintre buldogul Manole și motanul Pusy. În zelul lor de a împăca pe toată lumea, Bălănel și Miaunel își descoperă noi resurse, în cele din urmă dând chiar nobile pilde de curaj.

## Premisă
Un câine și o pisică sunt cei mai buni prieteni din lume. Ei ignoră conflictele care predomină de obicei între pisici și câini. Cățelului mic îi place să-i apere pe cei slabi împotriva băieților răi. Dar o pisică gri urâtă tulbură liniștea celor doi eroi mici...

## Filmografie
- Baloane vrăjite (1974)
- Bălănel (serial) ( 1978 )
- Răzbunarea Buldogului (1982)

## Personaje
- Miaunel
- Bălănel
- Motanul gri
- Băiatul Ionuț
- Buldogul Manole
- Motanul Pusy
- Maimuțoiul Monk
- Lupul Volf

## Episoade
|              |   |                          |  |  |  |
| PRIMUL SEZON |   |                          |  |  |  |
|              |   |                          |  |  |  |
| -            | 1 | Bălănel și Acvariul      |  |  |  |
|              |   |                          |  |  |  |
| -            | 2 | Aspiratorul              |  |  |  |
|              |   |                          |  |  |  |
| -            | 3 | La mulți ani             |  |  |  |
|              |   |                          |  |  |  |
| -            | 4 | Prăjitură                |  |  |  |
|              |   |                          |  |  |  |
| -            | 5 | Purcelușul               |  |  |  |
|              |   |                          |  |  |  |
| -            | 6 | Rățușcă                  |  |  |  |
|              |   |                          |  |  |  |
| -            | 7 | Roboțelul                |  |  |  |
|              |   |                          |  |  |  |
| 2004         | 8 | Un alt fel de Love Story |  |  |  |
|              |   |                          |  |  |  |

## Produse derivate (Franța)

### VHS / DVD
Au fost comercializate casete video sub numele de Bălănel și Miaunel.